# سيلفانا بدرخان
'سيلفانا بدرخان ممثلة لبنانية تركية. ظهرت في بداية السبعينات ومثلت عدد قليل من الافلام. اعتزلت الفن مع بداية الحرب الاهلية عام 1975 وهاجرت إلى الولايات المتحدة الاميركية حيث سارت شائعة أنها توفيت هناك  . برزت في أوائل السبعينات في مسلسل دويك يا دويك بطولة الممثل اسعد. وأيضا البرنامج التلفزيوني شباب 73،

## أهم أعمالها
- باريس والحب
- ذئاب لا تأكل اللحم
- عنتر في بلاد الرومان